# Festiwal im. Stefana Dorawy
Festiwal im. Stefana Dorawy – rozpoczęty w 2023 festiwal muzyki organowej i wokalnej organizowany w okresie letnim w Chełmży. Pomysłodawcą i dyrektorem festiwalu jest Tomasz Niżygorocki. Podczas koncertów pierwszej edycji festiwalu występowali m.in. organiści Andrzej Szadejko, Jakub Garbacz, Tomasz Nowak oraz chór 4421 HZ.